# Antigo Juvenato Santíssimo Sacramento
O Antigo Juvenato Santíssimo Sacramento localiza-se em São Paulo, no bairro do Ipiranga, na Rua Dom Luís Lasanha, 400, esquina com a Avenida Nazaré, s/n. Desde 2007, integra a lista de bens tombados pelo Conselho Municipal de Preservação do Patrimônio Histórico, Cultural e Ambiental da Cidade de São Paulo (Conpresp), sendo um dos 12 imóveis remanescentes dos antigos Institutos Assistenciais e de Ensino.

## História
No final da segunda metade do século XIX, o advogado e político José Vicente de Azevedo resolveu fundar alguns estabelecimentos assistenciais na região do Ipiranga, algo incomum naquele período histórico. Com este objetivo, adquiriu do Governo Estadual uma grande área de terrenos devolutos situados na colina histórica do Ipiranga, totalizando cerca de 46 hectares (460 mil m²).
Em um desses terrenos, no dia 22 de novembro de 1896 foi inaugurado o "Asilo de Meninas Órfas Desamparadas N. S. Auxiliadora do Ipiranga", um orfanato que foi a primeira de mais de uma dezena de instituições assistenciais que viriam a ser criadas posteriormente na região pelo conde José Vicente de Azevedo. Uma das últimas delas seria o Juvenato Santíssimo Sacramento, projetado na década de 1920 para funcionar como um centro de educação católica de jovens carentes. O prédio, no entanto, nunca chegou a ser destinado para esta função.
Desta forma, em 1945, o edifício foi desapropriado pelo governo do Estado de São Paulo, deixando de pertencer à Fundação Nossa Senhora Auxiliadora do Ipiranga. Mais tarde, passou a ser gerido pela Secretaria da Educação do Estado de São Paulo, sendo cedido posteriormente para o Instituto de Artes da Universidade Estadual Paulista (UNESP).

## Arquitetura
A planta do prédio foi feita por Alexandre de Albuquerque e sua edificação foi conduzida por Álvaro da Rocha e Tito Oliani. Projetado pelo célebre arquiteto Ramos de Azevedo, o edifício possui influência do estilo neo-clássico. Na fachada lateral da antiga capela, também encontram-se janelas com arcos ogivais (estilo eclético com caracterização neo-gótica).

## Tombamento
Em 2007, o Antigo Juvenato foi incluído na resolução 03/92 do Conpresp, que o qualificava como parte do conjunto de bens culturais do bairro do Ipiranga, inserido nas áreas remanescentes que originalmente eram de propriedade do conde José Vicente de Azevedo. A partir do tombamento, o prédio passou a constituir o eixo histórico-urbanístico da região, tendo assim o dever de ser preservado.

## Galeria de Fotos
|                                            |                                     |                                                                  |                               |
|                                            |                                     |                                                                  |                               |
| Letreiro da Universidade Estadual Paulista | Número de identificação do edifício | Vista da esquina entre a rua Dom Luís Lasanha e a avenida Nazaré | Vista da rua Dom Luís Lasanha |